# 圣西尔德萨莱讷
圣西尔德萨莱讷（法語：Saint-Cyr-de-Salerne）是法国厄尔省的一个市镇，属于贝尔奈区。该市镇总面积6.38平方公里，2009年时的人口为213人。

## 人口
圣西尔德萨莱讷人口变化图示